# Traqueteo (equitación)
En equitación, el llamado traqueteo o marcha tramposa, es una marcha irregular, en la cual el caballo galopa con las traseras y trota con las delanteras. Esta marcha está prohibida en las carreras y las competiciones, y provoca o puede provocar la descalificación del caballo.